# Associazione Calcio Milan
Associazione Calcio Milan, frequentemente abreviado como AC Milan ou Milan, é um clube de futebol italiano com sede em Milão. Devido às suas relevantes conquistas, o clube é considerado um dos mais importantes do mundo. Partilha com o seu maior rival, a Internazionale, o Estádio Giuseppe Meazza, também conhecido como San Siro, que tem capacidade para 80 018 espectadores e é o palco do clássico de Milão, o Derby della Madonnina.
O Milan é a terceira agremiação com mais conquistas no Campeonato Italiano, com 19 títulos de campeão, a segunda com mais conquistas na Liga dos Campeões da UEFA, tendo sido campeão por sete vezes, além de por 3 vezes campeão da Copa Intercontinental e por uma do Mundial de Clubes da FIFA de 2007.
Com base nos resultados de uma pesquisa conduzida pela empresa Demos & Pi em setembro de 2011, o Milan é o terceiro a ter mais torcedores na Itália, tendo ganho a preferência de 16% da amostra. A nível continental, o Milan é o sétimo entre as equipes com mais torcedores na Europa, com cerca de 18,4 milhões de adeptos, conforme demonstrado por um estudo publicado pela empresa alemã Sport+Markt, em setembro de 2010.
O Milan foi um dos fundadores do extinto G-14, um grupo que representa os dezoito principais clubes da Europa, e também é um dos membros fundadores da Associação Europeia de Clubes, seu substituto. O time foi eleito pela FIFA o 9° maior clube de futebol do século XX.
O clube é o mais bem sucedido da Itália com 4 mundiais de clubes, só atrás do Real Madrid Club de Fútbol que tem 9, e também é o segundo time na Europa com mais Liga dos campeões com 7, só atrás também do Real Madrid, que detém o recorde de 15 títulos na competição.

## História

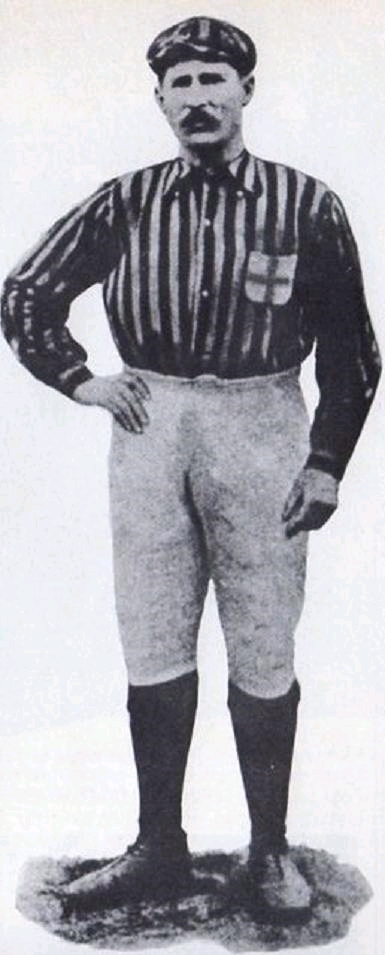
Herbert Kilpin, o primeiro capitão da Historia do Milan e também um dos fundadores da equipe do Milan.

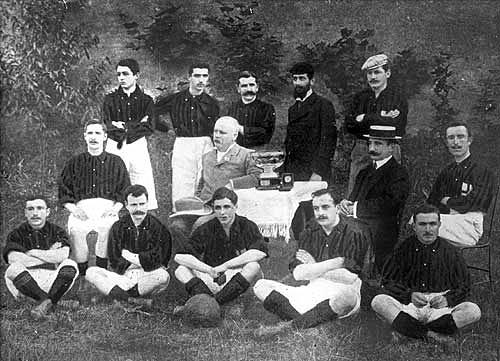
O clube em 1901.

O Milan começou como um clube de críquete, quando três britânicos, Kilpin, Allison e Davies, propuseram a ideia a dois homens de negócios, Alfred Edwards e Herbert Kilpin. Os dois criaram o clube no dia 16 de dezembro de 1899. Edwards tornou-se o primeiro presidente do Milan Cricket and Football Club. Edwards e Kilpin eram da cidade de Nottingham, Grã-Bretanha, por esse fato o nome da cidade de Milão (Milan, em inglês) não foi traduzido para o italiano, Milano, em respeito às suas origens. A partida inaugural foi disputada em março de 1900, contra outro time de Milão, chamado Mediolanum.
Apenas dois anos depois de sua criação, o Milan conquistou seu primeiro campeonato, em 1901. O clube cresceu em popularidade e força, conquistando os campeonatos em 1906 e 1907. No ano seguinte, o clube passou por mudanças que alteraram não só o clube, como o futuro do futebol italiano. Os conflitos, envolvendo jogadores estrangeiros. E foi criado outro time, a FC Internazionale Milano, ou simplesmente Inter, que se tornou o maior rival do Milan. A primeira partida contra a Inter foi disputada em 18 de outubro de 1908, com vitória do Milan por 2 a 1.
Em 1916, o Campeonato Italiano foi suspenso por conta da Primeira Guerra Mundial. Durante 1915 e 1916 as temporadas da liga foram substituídas pela Federal Cup, vencida pelo Milan. Durante a guerra, o time foi chamado de Milano. A década de 1920 foi de uma nova mudança para o futebol italiano e para o Milano. O Estádio San Siro foi construído em 1926 como a casa do time, fundado por Pietro Pirelli. Poucos anos depois, em 1929, foi criada a Campeonato Italiano, e foi chamada Girone Único. Em 1938 o clube oficializou definitivamente seu nome como Associazione Calcio Milan.

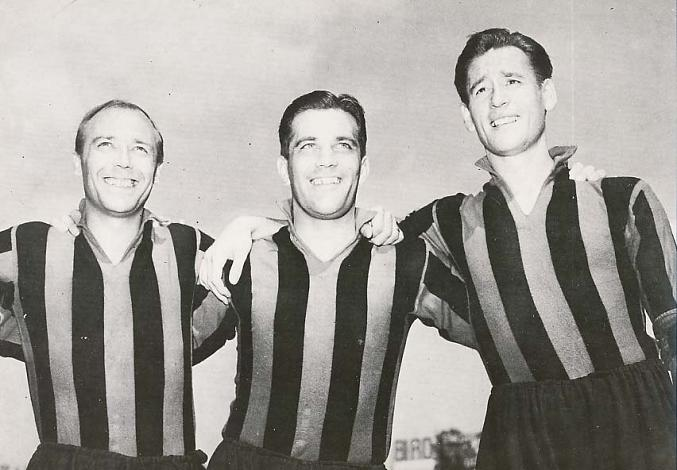
O lendário trio Gre-No-Li, do Milan,em sua ordem: Gunnar Gren, Gunnar Nordahl e Nils Liedholm

Então, o Milan mergulhou num período de baixa nestes anos. Com a equipe dividida em duas, não conseguiu conquistar nenhum campeonato até 1950, conseguindo, no máximo, a terceira posição. Lentamente o time foi se recuperando, até vencer a Liga dos Campeões da Europa em 1963 contra o vencedor do ano anterior, o Benfica. O final da década de 1950, foi cheio de esperança para três novos jogadores do Milan. Gianni Rivera, do Alessandria, foi contratado por $ 200 000, um recorde na época. Os outros dois foram o artilheiro ítalo-brasileiro Mazzola e o meio-campista uruguaio Juan Alberto Schiaffino. Em 1968, o Milan conquistou o Scudetto e seu astro Gianni Rivera conquistou o prêmio de melhor jogador da Europa. O time também conquistou a Liga dos Campeões da Europa pela segunda vez e a Copa Intercontinental pela primeira vez.
Depois que Gianni Rivera, o homem que carregava o time nas costas, se aposentou em 1979, o Milan se viu no meio de um escândalo. O Milan estava num período negro mais uma vez. Foi rebaixado para a Campeonato Italiano Serie B, após o escândalo de manipulação de resultados que ficou conhecido como Totonero, em 1980. Dois jogadores e o presidente, Felice Colombo, foram acusados pelo Departamento de Finanças da Itália de fazer parte da manipulação de resultados. Por causa do envolvimento dos três, o clube foi rebaixado pela primeira vez em sua história. O Milan esteve na Serie B na temporada 1980–81, dominou a competição com 50 pontos e 18 vitórias (na época, a vitória valia apenas dois pontos) e o atacante Antonelli, foi o artilheiro. O Milan, entretanto, viria a ser rebaixado novamente logo após.

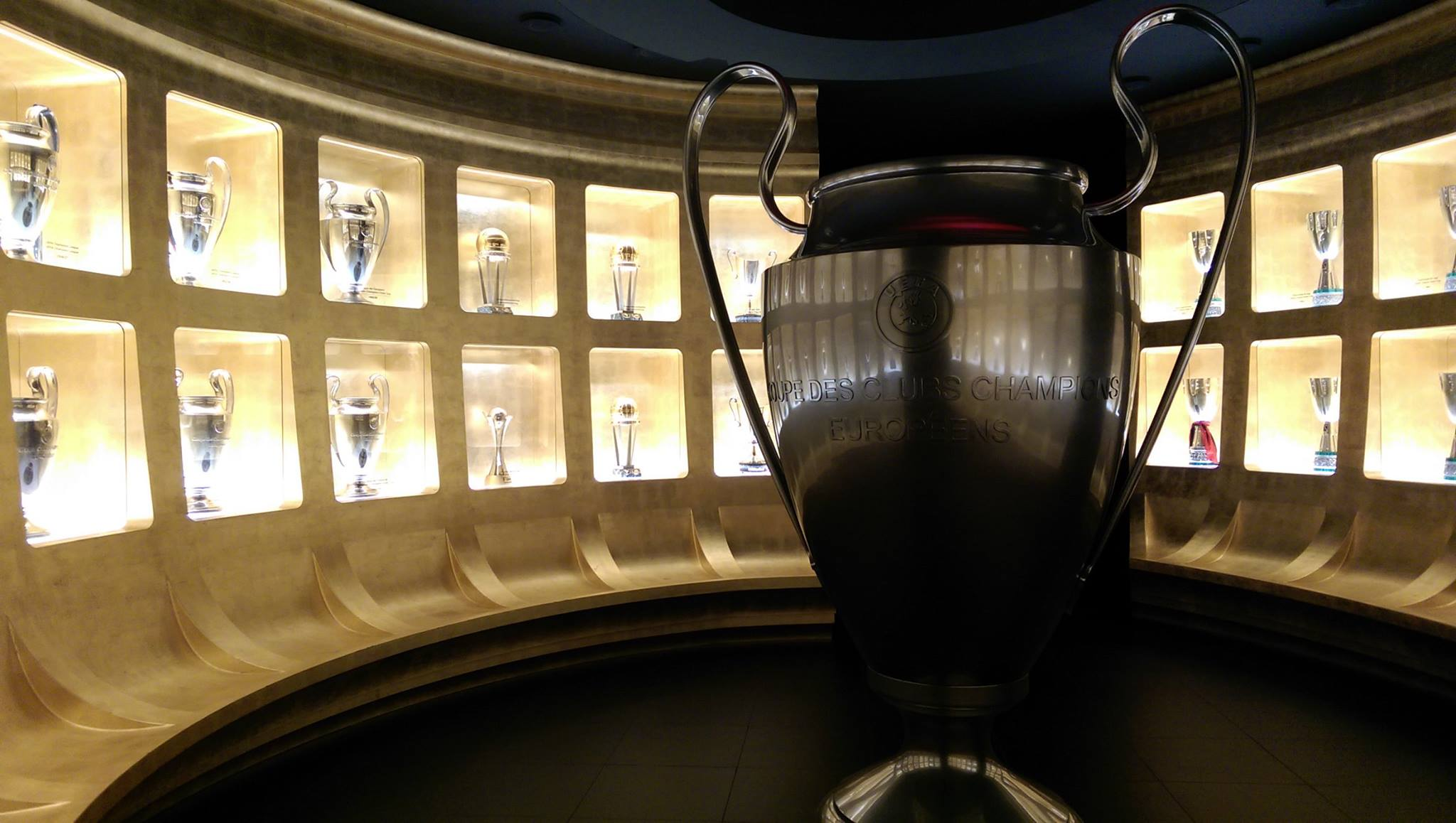
Sala de troféus do Milan, situada dentro da sede do clube.

Na temporada 1981–82, o rossonero voltava à Serie A, mas fez uma campanha fraquíssima terminando em 14º lugar, e foi rebaixado mais uma vez, subindo novamente na temporada 1983-84. A poderosa Juventus conquistou o segundo Scudetto seguido. Assim que a “era negra” se foi, Silvio Berlusconi, um empreendedor italiano passou a administrar o clube em 1986. Ele investiu bastante no clube e trouxe Arrigo Sacchi como técnico. Silvio Berlusconi também articulou a contratação de três jogadores holandeses, Marco van Basten, Ruud Gullit e Frank Rijkaard. E foi assim que o Milan começou a sua era dourada. O time conquistou quatro torneios europeus e duas Copas Intercontinentais. As partidas da equipe passaram a ser transmitidas para o mundo inteiro. Em 1991 o clube acertou com um novo técnico, Fabio Capello, que já tinha atuado pelo Milan como jogador. O reinado de Fabio Capello no Milan foi arrebatador. Ele conquistou a Serie A naquele ano, treinando um time que não perdeu uma partida sequer. O Milan ficou nada menos que 58 partidas seguidas sem ser derrotado.

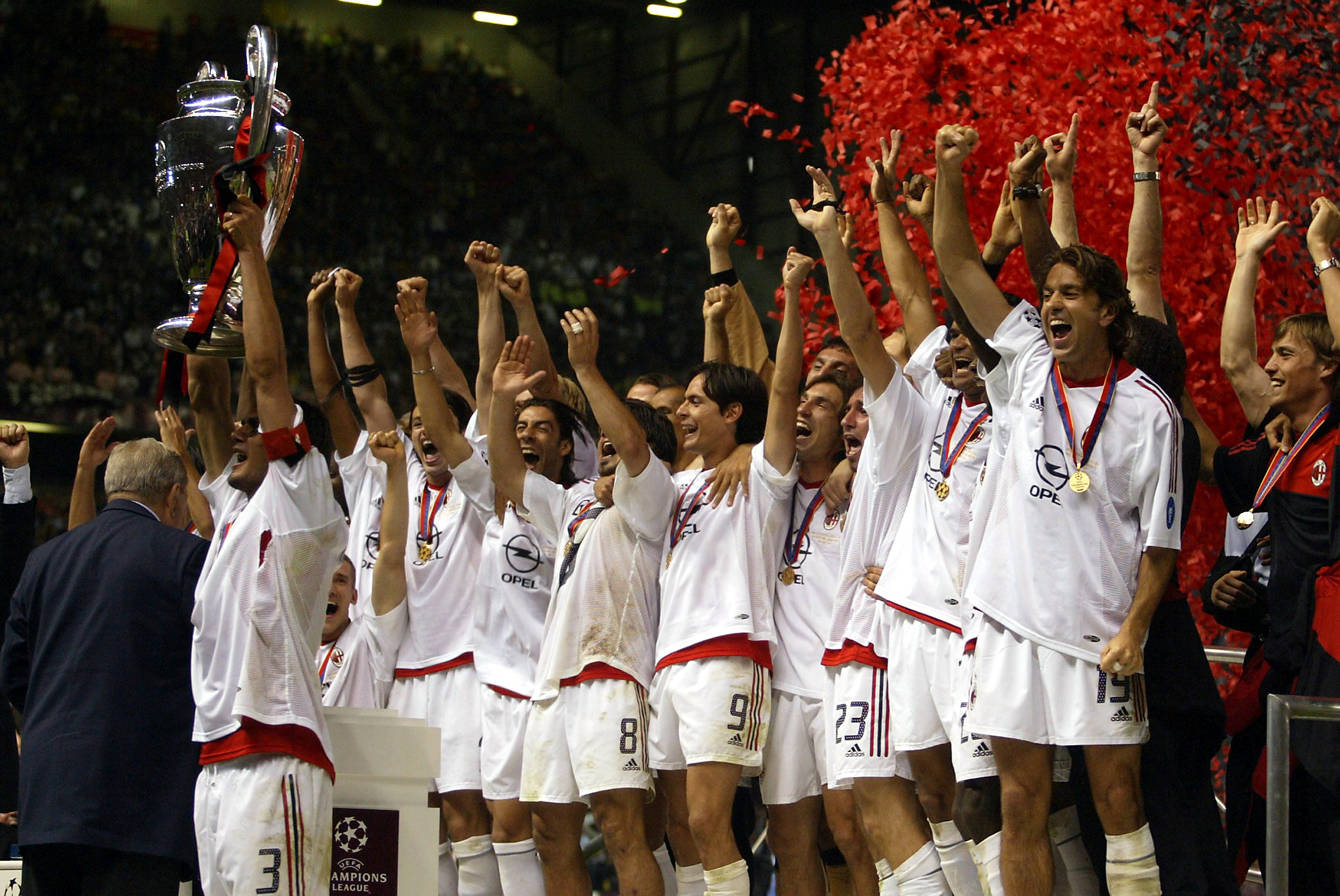
Elenco do Milan celebrando a conquista da Liga dos Campeões 2002–03.

Em 1996 o clube conquistou seu 15º Scudetto. No mesmo ano Fabio Capello, transferiu-se para o Real Madrid e o time deu as boas-vindas ao novo técnico Óscar Tabárez. Sua carreira no Milan foi curta e ele foi rapidamente substituído pelo antigo técnico Arrigo Sacchi, que por sua vez, foi substituído por Fabio Capello na temporada de 1998. O Milan se viu novamente associado a  outro escândalo de manipulação de resultados, tal como o famigerado Totonero, quando em 2006 o clube esteve envolvido no escândalo de manipulação de resultados da Serie A, que rebaixou a Juventus para a Serie B.
O escândalo resultou na perda de 15 pontos no campeonato e no banimento do time da UEFA Champions League, nos anos seguintes e, no descenso para a Serie B. O clube apelou contra a punição, e teve sucesso. A perda diminuiu para oito pontos, o time permaneceu na Serie A e foi liberado a participar da Liga dos Campeões da UEFA de 2006–07, que acabou sendo vencida pelo próprio Milan. Na final contra o Liverpool, Filippo Inzaghi marcou os dois gols da vitória por 2 a 1 e, pôs o Milan novamente no topo da Europa. No final de 2007, o Milan conquistou o Mundial de Clubes de 2007, vencendo o Boca Juniors por 4 a 2 na decisão, conquistando o mundo pela quarta vez, e o décimo oitavo título internacional do time Rossonero, se consolidando um dos clubes mais bem sucedidos do planeta.
11 anos depois: Conquista do 19° título italiano.

## Estádio San Siro

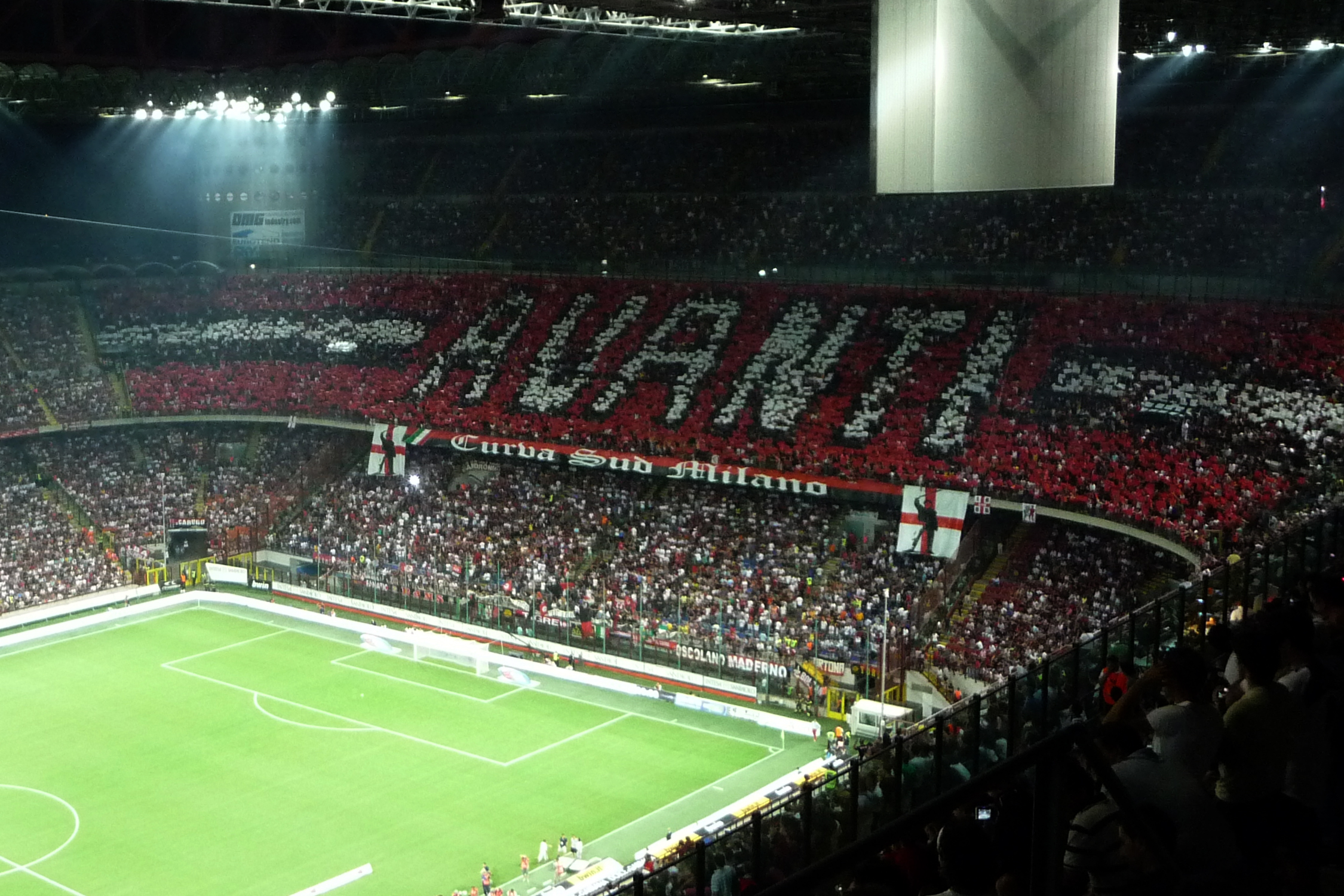
Estádio San Siro

O Estádio San Siro foi um presente do então presidente do Milan, Piero Pirelli (mandato 1909 - 1929). O estádio foi construído em pouco mais de um ano, graças ao trabalho de 120 operários. O custo da obra na época foi de cerca de 5 milhões de liras, o equivalente a três bilhões e meio de Euros, hoje. O projeto traz as assinaturas dos arquitetos Stacchini (a quem se deve o desenho da Estação Central) e Cugini.
Em sua partida de inauguração a Internazionale venceu o Milan pelo placar de 8 a 1 diante de um público de 35 mil espectadores. Apesar de construído para ser a casa do Milan, a Internazionale rapidamente passou também a chamar o San Siro de casa. Em 1980, o estádio foi renomeado Giuseppe Meazza, astro que brilhou dos dois rivais de Milão. O Milan prefere chamá-lo de San Siro, e o nome de Meazza é preferido entre os torcedores da Inter.
Em 1935 o Milan vendeu o estádio ao Município, que três anos depois, decidiu reformá-lo. O futebol tornava-se cada vez mais popular e o San Siro precisou adequar-se. O projeto de ampliação, estudado pelo arquiteto Rocca e pelo engenheiro Calzolari, possuía estruturas preexistentes que sustentavam um sistema de arquibancadas e uma série de rampas de acesso externo. A capacidade, na sua origem, era de 150 mil lugares, mas acabou sendo reduzida para menos de 100 mil lugares, por uma deliberação do Município de Milão, em 1952. As obras foram concluídas em 1939 com uma despesa de 5 100 000 de liras e a re-inauguração do novo estádio modernizado aconteceu em 13 de maio de 1939, com a partida Itália contra a Inglaterra, o jogo terminou empatado pelo placar de 2 a 2.
Em 1954 começaram as obras da segunda ampliação, terminadas doze meses depois com a inauguração em 26 de outubro de 1955, com a capacidade de 85 mil lugares. Em 1957 foi instalado o sistema de iluminação,e um placar eletrônico em 1967. Em 1979 esta instalação foi substituída por uma mais moderna e o segundo anel de arquibancada popular foi restaurado. No dia 3 de março de 1980, o estádio recebeu um título, com uma lápide colocada no portão principal, em homenagem a Giuseppe Meazza, inesquecível campeão do Milan e da Inter, morto em 1986, o primeiro anel da arquibancada foi completamente numerado com cadeiras coloridas.
O estádio San Siro foi reformado para a Copa do Mundo de 1990. Na época, decidiu-se construir o terceiro anel de arquibancada, que exigiu longos meses de trabalho. Sua inauguração aconteceu em 25 de abril de 1990, com uma partida do Milan contra a Juventus o jogo terminou com a vitória da Juventus de Turim, na final da Copa Itália. A cobertura do estádio é formada por painéis de policarbonato translúcido. Para dar mais conforto foram colocadas arquibancadas, numeradas e coloridas, no segundo e no terceiro anel. Com a reforma do estádio a capacidade passou a ser de 85.700 lugares. Mais tarde foi instalado um novo sistema de drenagem e aquecimento e ainda um novo fluxo de iluminação. Em 8 de junho de 1990 o estádio sediou a Cerimônia de Abertura da Copa do Mundo com a partida entre Argentina e Camarões. Desde então, a "Scala del Calcio" tem sido sede para paixões de milhões de fãs. Durante o verão de 2008, o estádio ficou com a capacidade para 80 018 espectadores para ir de acordo aos novos padrões da UEFA.
Em 2016 o estádio voltou a sediar uma final de Liga dos Campeões da UEFA após 15 anos, edição em que o Real Madrid se consagrou o grande campeão do torneio.

## Títulos
| MUNDIAIS     | MUNDIAIS                        | MUNDIAIS | MUNDIAIS |
|              | Competição                      | Títulos  | Temporadas |
| ------------ | ------------------------------- | -------- | --- |
|              | Copa do Mundo de Clubes da FIFA | 1        | 2007 |
|              | Copa Intercontinental           | 3        | 1969, 1989 e 1990 |
| CONTINENTAIS |                                 |          | |
|              | Competição                      | Títulos  | Temporadas |
|              | Liga dos Campeões da UEFA       | 7        | 1962–63, 1968–69, 1988–89, 1989–90, 1993–94, 2002–03 e 2006–07 |
|              | Recopa Europeia                 | 2        | 1967–68 e 1972–73 |
|              | Supercopa da UEFA               | 5        | 1989, 1990, 1994, 2003 e 2007 |
|              | Copa Latina                     | 2        | 1951 e 1956 |
|              | Copa Mitropa                    | 1        | 1982 |
| NACIONAIS    |                                 |          | |
|              | Competição                      | Títulos  | Temporadas |
|              | Campeonato Italiano             | 19       | 1901, 1906, 1907, 1950–51, 1954–55, 1956–57, 1958–59, 1961–62, 1967–68, 1978–79, 1987–88, 1991–92, 1992–93, 1993–94, 1995–96, 1998–99, 2003–04 , 2010–11 e 2021–22 |
|              | Copa da Itália                  | 5        | 1966–67, 1971–72, 1972–73, 1976–77 e 2002–03 |
|              | Supercopa da Itália             | 8        | 1988, 1992, 1993, 1994, 2004, 2011, 2016 e 2024 |
|              | Campeonato Italiano - Série B   | 2        | 1980–81 e 1982–83 |

Legenda
 Campeão Invicto

## Uniformes

### Uniformes dos jogadores
- 1º - Camisa listrada em preto e vermelho, calção e meias brancas;
- 2º - Camisa branca, calção e meias pretas;
- 3º - Camisa cinza, calção e meias cinzas.

| 1º Uniforme | 2º Uniforme | 3º Uniforme |

### Uniformes dos goleiros
- Camisa preta, calção e meias pretas;
- Camisa verde, calção e meias verdes;
- Camisa amarela, calção e meias amarelas.

| Cores do Time · Cores do Time · Cores do Time · Cores do Time · Cores do Time | Cores do Time · Cores do Time · Cores do Time · Cores do Time · Cores do Time | Cores do Time · Cores do Time · Cores do Time · Cores do Time · Cores do Time |

### Uniformes de treino
- Camisa preta, calção preto e meias brancas;
- Camisa cinza, calção e meias pretas.

| Jogadores | C. Técnica |

## Material esportivo e patrocinadores
| Período   | Fornecedora material esportivo | Patrocínio camisa |
| --------- | ------------------------------ | ----------------- |
| 1981–82   | Linea Milan                    | Pooh Jeans        |
| 1982–83   | NR                             | Hitachi           |
| 1983–84   | NR                             | Cuore             |
| 1984–85   | Rolly Go                       | Oscar Mondadori   |
| 1985–86   | Gianni Rivera                  | Fotorex U-Bix     |
| 1986–87   | Kappa                          | Fotorex U-Bix     |
| 1987–90   | Kappa                          | Mediolanum        |
| 1990–92   | Adidas                         | Mediolanum        |
| 1992–93   | Adidas                         | Motta             |
| 1993–94   | Lotto                          | Motta             |
| 1994–98   | Lotto                          | Opel              |
| 1998–06   | Adidas                         | Opel              |
| 2006–10   | Adidas                         | bwin              |
| 2010–2018 | Adidas                         | Emirates          |
| 2018–     | Puma                           | Emirates          |

## Elenco
Última atualização: 27 de julho de 2025.

### Transferências 2025-26
Legenda
- Jogadores que chegaram por empréstimo;
- Jogadores que retornaram de empréstimo;
- Jogadores emprestados pelo Milan;
- Jogadores que saíram após o fim do contrato.